# 15. říjen
15. říjen je 288. den roku podle gregoriánského kalendáře (289. v přestupném roce). Do konce roku zbývá 77 dní.

## Události

### Česko
- 1401 – Jan Hus byl zvolen děkanem artistické fakulty Pražské univerzity na zimní semestr 1401–1402.
- 1431 – Po porážce křižáků v bitvě u Domažlic byli husité pozváni na basilejský koncil, jenž řídil kardinál Cesarini a kde jim poskytne veřejné slyšení o programu čtyř artikulů pražských.
- 1699 – Základní kámen položen k průčelní budově pražské Lorety.
- 1945 – Básník Jan Zahradníček se žení s Marií Bradáčovou v uhříněvském kostele
- 1969 – Alexander Dubček sesazen z vedení Federálního shromáždění. Na jeho místo předsedy byl zvolen Dalibor Hanes.
- 1972 – Poslední trolejbusová linka v Praze (Strahov-Vršovice) ukončila svou činnost.
- 1973 – Předsednictvo Federální vlády ČSSR snížilo maloobchodní ceny automobilů o přibližně 10 až 15 %, zrušilo úřední pořadníky a zrušilo povinné vinkulace vkladů.
- 1984 – První československá výprava do Himálaje dosáhla vrcholu Mount Everestu. Vztyčila československou vlajku a setrvala zde půl hodiny.
- 1988 – V Československu se ustavila nová občanská iniciativa, která odmítala nedemokratické způsoby komunistického režimu: nazývala se Hnutí za občanskou svobodu (HOS). Vydala manifest Demokracie pro všechny.
- 2016 – Druhé kolo senátních voleb přineslo nejvíc radosti křesťanským demokratům. Ze sedmadvaceti mandátů zvládli kandidáti KDU-ČSL získat třetinu, a lidovci se tak stali druhým nejsilnějším klubem v horní komoře.
- 2017 – V Praze byl částečně obnoven provoz trolejbusů, a to zprovozněním kilometrové zkušební tratě v Prosecké ulici pro zkoušky elektrobusů s dynamickým dobíjením.
- 2022 – V Praze byl oficiálně obnoven provoz trolejbusů, a to zavedením víkendové linky 58 Palmovka–Letňany–Čakovice–Miškovice. Tato linka má po plnohodnotném dokončení trati zcela nahradit existující autobusovou linku 140.

### Svět
- 0533 – Byzantský generál Flavius Belisarius slavnostně vjel do města Kartága, které dobyl po porážce Vandalů
- 1259 – Eduard I. se přiklonil na stranu baronů a jejich reformě poté, co jeho otec Jindřich akceptoval Oxfordská ustanovení
- 1582 – Ve většině katolických zemí začal platit gregoriánský kalendář. Po 4. říjnu následoval rovnou 15. říjen.
- 1817 – Italský amatérský archeolog Giovanni Battista Belzoni objevil v Údolí králů hrobku Sethiho I.
- 1880 – Kolínská katedrála je konečně dokončena - po 633 letech od položení základního kamene
- 1894 – Dreyfusova aféra: Alfred Dreyfus, francouzský dělostřelecký důstojník židovského původu byl neprávem uvězněn kvůli obvinění z vlastizrady.
- 1917 – Nizozemská tanečnice Mata Hari byla popravena Francouzi za špionáž pro Německo
- 1932 – Sanfranciská opera byla otevřena premiérou Toscy Giacoma Pucciniho
- 1937 – Ernest Hemingway vydal svou novelu Mít a nemít (To Have & Have Not)
- 1940 – Do amerických kin byl uveden satirický film Diktátor s Charliem Chaplinem v hlavní roli
- 1942 – Symfonie č. 1 Bohuslava Martinů měla premiéru v Bostonu
- 1947 – Maďarsko na základě mírové smlouvy s Československem odstoupilo Československu, respektive Slovensku, své tři obce Oroszvár, Horvátjárfalu a Dunacsún
- 1959 – Agent KGB zavraždil Stepana Banderu před jeho mnichovským domem. Speciální pistolí mu vstříkl do obličeje dávku kyanidu
- 1964 – Alexej Kosygin a Leonid Brežněv vystřídali sovětského premiéra Nikitu Chruščova
- 1970 – Anwar Sadat byl zvolen 3. prezidentem Egypta a nahradil v této funkci Gamala Abdela Nassera
- 1972 – 61. Davisův pohár vyhrály Spojené státy nad Rumunskem v Bukurešti poměrem 3-2
- 1990 – Michail Gorbačov získal Nobelovu cenu míru
- 1997 – K Saturnu odstartovala americko-evropská kosmická sonda Cassini-Huygens.
- 2003 – Čína vyslala do vesmíru svého prvního kosmonauta. Jang Li-wej kroužil v lodi Šen-čou 5 kolem Země 21,5 hodin.

## Narození

### Česko

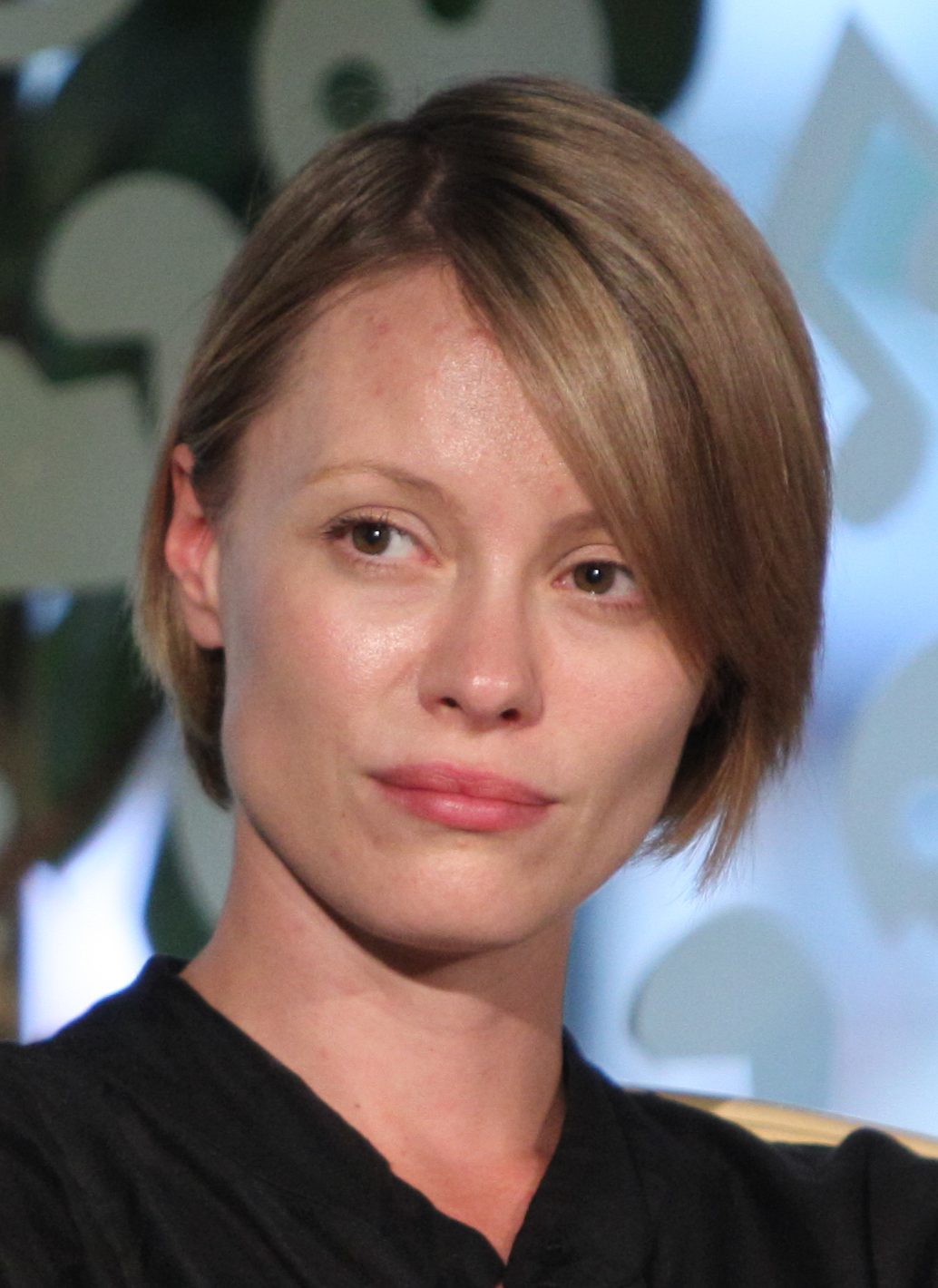
Linda Rybová (* 1975)

- 1290 – Anna Přemyslovna, česká královna († 3. září 1313)
- 1719 – Martin Tadeáš Slavíček, olomoucký teolog a pedagog († 31. října 1796)
- 1738 – Johann Zoph, rakouský císařsko-královský podmaršál († 26. května 1812)
- 1796 – František Šír, středoškolský profesor a národní buditel na Jičínsku († 22. června 1867)
- 1822 – Terezie Herbersteinová, česko-rakouská šlechtična z rodu Ditrichštejnů († 12. března 1895)
- 1837 – Josef Durdík, filosof, psycholog, estetik a politik († 30. června 1902)
- 1873 – Vojtěch Šanda, děkan teologické fakulty Univerzity Karlovy, profesor semitských jazyků († 24. prosince 1953)
- 1875 – Gustav Navrátil, československý politik († ?)
- 1850 – František Čížek, sokolský funkcionář († 24. prosince 1889)
- 1865 – Metoděj Jahn, prozaik a básník († 14. září 1942)
- 1881 – Antonín Výtvar, sídelní kanovník litoměřické kapituly († 22. prosince 1953)
- 1886 – Vratislav Hugo Brunner, typograf, grafik, autor hraček, scénograf a malíř († 13. července 1928)
- 1887 – Bedřich Karen, divadelní a filmový herec († 21. srpna 1964)
- 1891 – Hubert Svoboda, architekt a stavitel († 24. srpna 1969)
- 1899 – Adolf Kubát, hobojista a hudební pedagog († 3. listopadu 1980)
- 1901 – Josef Kovář, spisovatel († 29. ledna 1966)
- 1904 – Václav Kejř, nejvyšší představitel Českobratrské církve evangelické († 19. ledna 1989)
- 1908 – Kurt Konrád, marxistický novinář, literární a divadelní kritik († 25. září 1941)
- 1911 – Dobroslav Líbal, historik architektury († 9. února 2002)
- 1915
  - Zdeněk Tomáš, dirigent a sbormistr († 29. října 1999)
  - Božena Šustrová, filmová herečka († 15. listopadu 2008)
- 1921 – Přemysl Freiman, režisér a televizní redaktor († 3. srpna 1984)
- 1924 – Karel Haindl, hydrolog († 10. října 1996)
- 1929 – Alena Kreuzmannová, herečka († 12. dubna 1993)
- 1930 – Tera Fabiánová, romská spisovatelka († 23. března 2007)
- 1933
  - Vladimír Vašků, historik
  - Vladimír Novotný, hudebník, folklorista, hudební aranžér a pedagog († 4. srpna 2007)
- 1936 – Miloslav Petrusek, sociolog, prorektor Univerzity Karlovy († 19. srpna 2012)
- 1947 – Jaroslav Erno Šedivý, bubeník
- 1957 – Milan Blšťák, fotograf
- 1958 – Milan Urban, ministr průmyslu a obchodu ČR
- 1975 – Linda Rybová, herečka a modelka
- 1979 – Petr Jablonský, bavič a imitátor
- 1990 – Ondřej Kacetl, lední hokejový brankář

### Svět

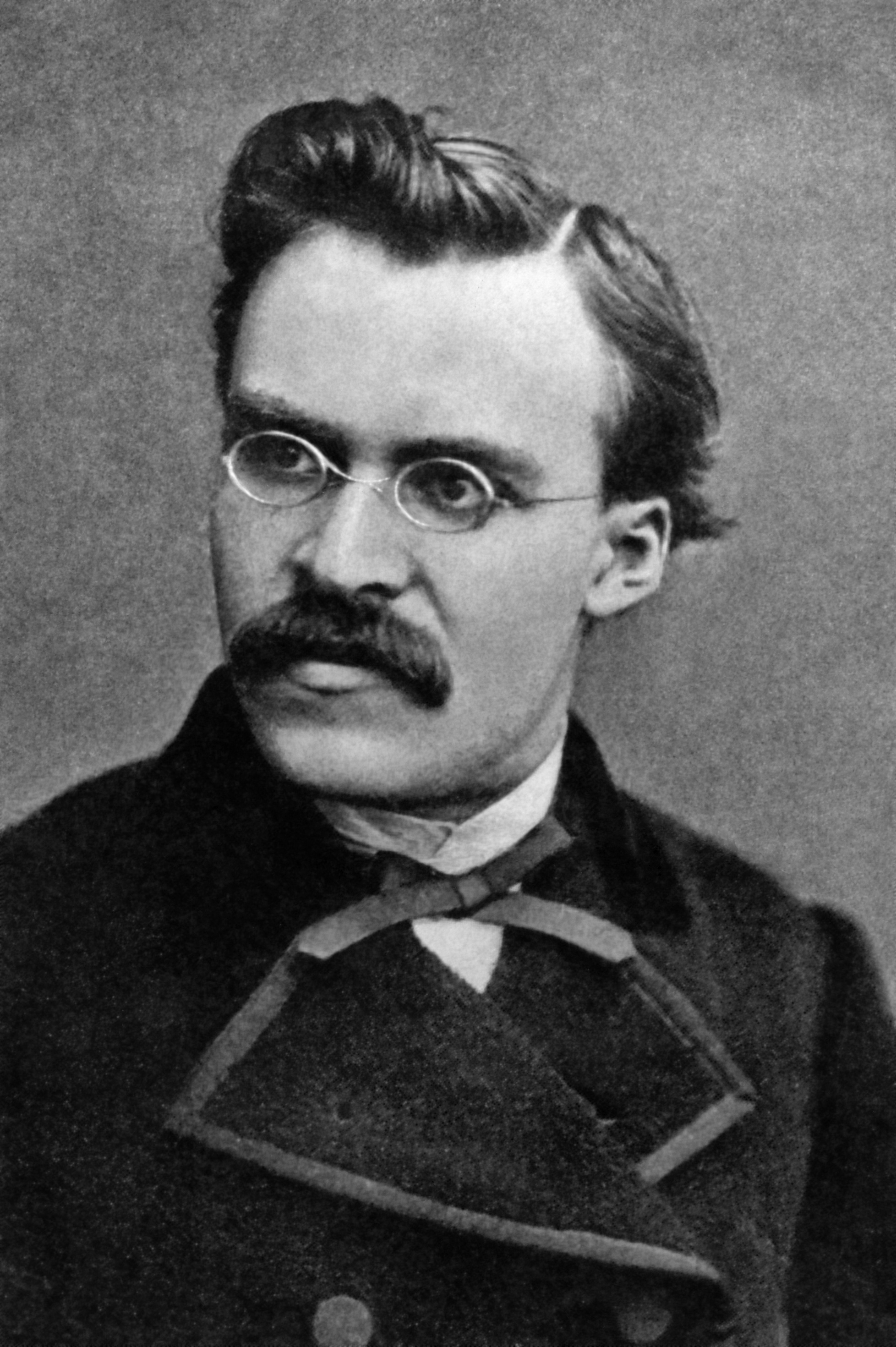
Friedrich Nietzsche (* 1844)

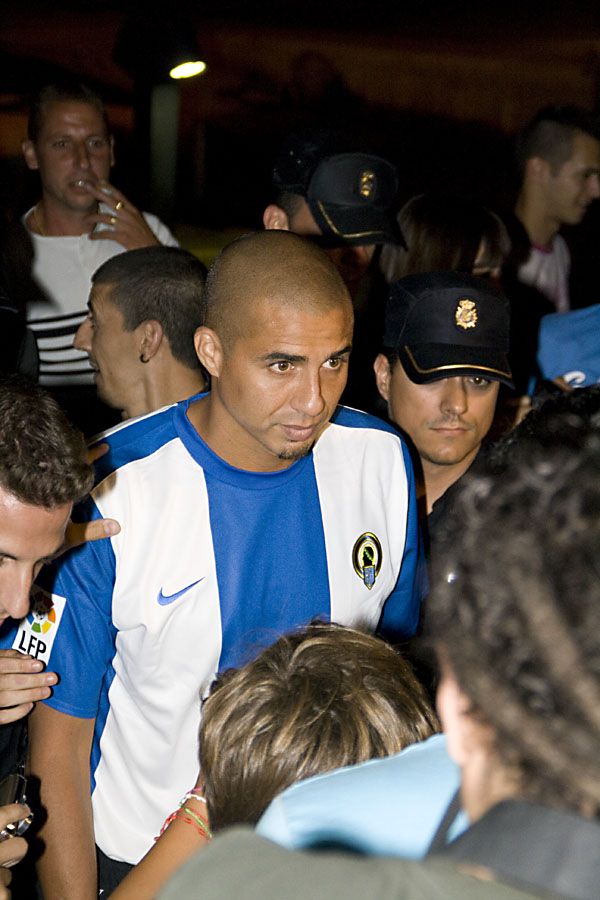
David Trézéguet (* 1977)

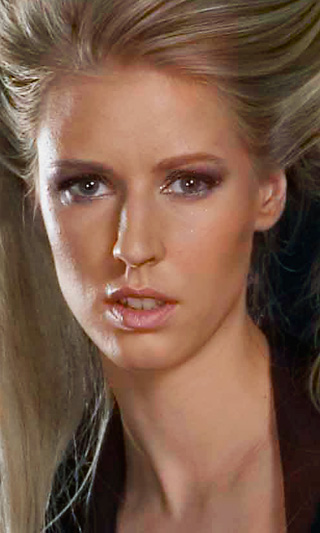
Jelena Dementěvová (* 1981)

- 0070 př. n. l. – Publius Vergilius Maro († 19 př. n. l.), římský básník
- 1265 – Temür, druhý císař říše Jüan a šestý veliký chán mongolské říše († 10. února 1307)
- 1527 – Marie Portugalská, dcera portugalského krále Jana III. a první manželka španělského krále Filipa II. († 12. července 1545)
- 1542 – Akbar Veliký, indický panovník († 12. listopadu 1605)
- 1586 – Valerian Magni, diplomat, blízký spolupracovník pražského arcibiskupa Arnošta Harracha († 29. července 1661)
- 1605 – Marie z Montpensier, francouzská šlechtična a orleánská vévodkyně († 4. června 1627)
- 1608 – Evangelista Torricelli, italský fyzik a matematik († 25. října 1647)
- 1612 – Isaac de Benserade, francouzský básník († 19. října 1691)
- 1710 – František Barkóci, ostřihomský arcibiskup a spisovatel († 18. června 1765)
- 1711 – Alžběta Tereza Lotrinská, lotrinská princezna a sardinská královna († 3. července 1741)
- 1747 – Alexander Fraser Tytler, britský právník, spisovatel a historik († 5. ledna 1813)
- 1784 – Thomas Robert Bugeaud, francouzský generál († 9. června 1849)
- 1795 – Fridrich Vilém IV., pruský král († 2. ledna 1861)
- 1809
  - Chačatur Abovjan, arménský spisovatel a národní buditel († 14. dubna 1848)
  - Alexej Vasiljevič Kolcov, ruský romantický básník († 10. listopadu 1842)
- 1814 – Michail Jurjevič Lermontov, ruský básník, prozaik, dramatik († 27. července 1841)
- 1816 – Henri Dupuy de Lôme, francouzský stavitel lodí († 1. února 1885)
- 1825 – Marie Frederika Pruská, bavorská královna jako manželka Maxmiliána II. († 17. května 1889)
- 1829 – Asaph Hall, americký astronom († 22. listopadu 1907)
- 1836 – James Tissot, francouzský malíř († 8. srpna 1902)
- 1838 – Hikoma Ueno, japonský fotograf († 22. května 1904)
- 1843 – Ambro Pietor, slovenský novinář a publicista († 3. prosince 1906)
- 1844 – Friedrich Nietzsche, německý filosof († 25. srpna 1900)
- 1852 – Elimar Klebs, německý historik († 17. května 1918)
- 1858 – John Sullivan, americký boxer († 2. února 1918)
- 1859 – Michael Kast von Ebelsberg, ministr zemědělství Předlitavska († 29. července 1932)
- 1861 – Alexander Neumann, rakouský architekt († 16. června 1947)
- 1863 – Leopold Salvátor Rakousko-Toskánský, rakouský arcivévoda a princ toskánský († 4. září 1931)
- 1864 – Friedrich Gustav Piffl, kardinál a arcibiskup Vídni († 21. dubna 1932)
- 1867 – Sergej Borisov, ruský fotograf († 31. srpna 1931)
- 1869 – Mihrengiz Kadınefendi, manželka osmanského sultána Mehmeda V. († 12. října 1938)
- 1872
  - Wilhelm Miklas, třetí prezident Rakouska († 20. března 1956)
  - Edith Bolling Wilsonová, manželka 28. prezidenta USA Woodrowa Wilsona († 28. prosince 1961)
- 1874
  - Constantin Ion Parhon, rumunský politik, vědec a lékař († 9. srpna 1969)
  - Alfréd Sasko-Koburský, princ a následník trůnu vévodství Sachsen-Coburg und Gotha († 6. února 1899)
- 1876 – Elmer Drew Merrill, americký botanik († 25. února 1956)
- 1880 – Marie Stopesová, britská paleobotanička a bojovnice za ženská práva († 2. října 1958)
- 1881 – Pelham Grenville Wodehouse, britský spisovatel († 14. února 1975)
- 1885 – Frank Hurley, australský fotograf († 16. ledna 1962)
- 1893
  - Karel II. Rumunský, rumunský král († 4. dubna 1953)
  - Saunders Lewis, velšský spisovatel, historik, literární kritik a politik († 1. září 1985)
  - Hans Luber, německý olympijský vítěz ve skocích do vody († 15. října 1940)
- 1894 – Moše Šaret, druhý premiér Izraele († 7. července 1965)
- 1895 – Hugo Gold, izraelský historik a nakladatel († 20. listopadu 1974)
- 1898 – Boughera El Ouafi, alžírský maratonec, olympijský vítěz z roku 1928 († 18. října 1959)
- 1901 – Hermann Josef Abs, německý bankéř († 6. února 1994)
- 1902 – María Teresa Moraová, kubánská šachistka († 3. října 1980)
- 1905 – Charles Percy Snow, britský prozaik († 1. července 1980)
- 1906 – Pinchas Sapir, izraelský politik († 12. srpna 1975)
- 1907 – John Francis Dearden, arcibiskup Detroitu a kardinál († 1. srpna 1988)
- 1908 – John Kenneth Galbraith, americký ekonom († 29. dubna 2006)
- 1910 – Edwin O. Reischauer, americký japanolog a diplomat († 1. září 1990)
- 1915 – Jicchak Šamir, premiér Izraele († 30. června 2012)
- 1916 – Jasudži Mijazaki, japonský plavec, zlato na OH 1932 († 30. prosince 1989)
- 1917
  - Paul Tanner, americký pozounista († 5. února 2013)
  - Marion Donovanová, americká vynálezkyně a podnikatelka († 4. listopadu 1998)
  - Zoltán Fábri, maďarský filmový režisér a scenárista († 23. srpna 1994)
- 1920 – Mario Puzo, americký spisovatel († 2. července 1999)
- 1921 – Angelica Rozeanuová, rumunsko-izraelská hráčka stolního tenisu († 22. února 2006)
- 1923 – Italo Calvino, italský spisovatel († 19. září 1985)
- 1924 – Mark Lenard, americký herec († 22. listopadu 1996)
- 1925 – Mickey Baker, americký kytarista († 27. listopadu 2012)
- 1926
  - Evan Hunter (Ed McBain), americký spisovatel a scenárista († 6. července 2005)
  - Karl Richter, německý varhaník, cembalista a dirigent († 15. února 1981)
  - Michel Foucault, francouzský filozof a psycholog († 25. června 1984)
  - Genrich Saulovič Altšuller, ruský inženýr a spisovatel sci-fi († 24. září 1998)
- 1929 – Milorad Pavić, srbský spisovatel († 30. listopadu 2009)
- 1930
  - Christian Wiyghan Tumi, kamerunský kardinál († 2. dubna 2021)
  - FM-2030, Fereidoun M. Esfandiary, americko-íránský transhumanistický filozof a futurolog († 8. července 2000)
- 1931 – Abdul Kalám, atomový vědec a bývalý prezident Indie († 27. července 2015)
- 1935
  - Ivan Mistrík, slovenský herec († 8. června 1982)
  - Bobby Morrow, americký atlet, sprinter († 30. května 2020)
- 1936 – Michel Aumont, francouzský divadelní a filmový herec († 28. srpna 2019)
- 1938 – Eugen Nosko, německý fotograf a novinář
- 1939
  - Telesphore Placidus Toppo, indický kardinál († 4. října 2023)
  - Bert Wilson, americký saxofonista († 6. června 2013)
- 1942
  - Grigorij Stěpanovič Marakuca, předseda Nejvyššího sovětu Podněsterské moldavské republiky
  - Éric Charden, francouzský zpěvák († 29. dubna 2012)
- 1943 – Stanley Fischer, guvernér Izraelské centrální banky
- 1944
  - Sali Beriša, albánský prezident
  - David Trimble, britský politik, držitel Nobelovy ceny míru († 25. července 2022)
- 1945
  - Neofyt Bulharský, patriarcha Bulharské pravoslavné církve
  - Hans-Gert Pöttering, předseda Evropského parlamentu
- 1948
  - Paul Rossilli, americký herec
  - Chris de Burgh, irský zpěvák a autor písní
- 1949
  - Joni Eareckson Tada, americká křesťanská spisovatelka
  - Tanya Robertsová, americká herečka a modelka († 4. ledna 2021)
- 1951 – Roscoe Tanner, americký tenista
- 1952 – Pete Bremy, americký baskytarista
- 1953
  - Larry Miller, americký herec, komik
  - Walter Jon Williams, americký spisovatel science fiction
- 1955 – Tanya Roberts, americká herečka a modelka
- 1956 – Pavol Janík, slovenský spisovatel, předseda Spolku slovenských spisovatelů
- 1958 – Stephen Clarke, britský spisovatel a novinář
- 1959
  - Alex Paterson, anglický hudebník
  - Sarah, vévodkyně z Yorku, bývalá manželka prince Andrewa
  - Ulf Riebesell, německý mořský biolog a oceánograf
- 1964 – Roberto Vittori, italský astronaut
- 1966 – Brenda K. Starr, americká zpěvačka
- 1968 – Matteo Garrone, italský filmový režisér a scenárista
- 1969 – Dominic West, britský herec
- 1970 – Pernilla Wibergová, švédská lyžařka
- 1971 – Andrew Cole, anglický fotbalista
- 1972 – Amrulláh Sálih, afghánský prezident
- 1975 – Vladimír Kožuch, slovenský fotbalista
- 1977 – David Trézéguet, francouzský fotbalista
- 1978 – Chris Brown, bahamský atlet
- 1979 – Ľudmila Cervanová, slovenská tenistka
- 1980 – Tom Boonen, belgický silniční cyklista
- 1981
  - Markku Koski, finský snowboardista
  - Jelena Dementěvová, ruská tenistka a sportovní funkcionářka
  - Radoslav Židek, slovenský snowboardista
- 1982 – Saif Saaeed Shaheen, katarský atlet keňského původu
- 1983
  - Bruno Senna, brazilský pilot F1
  - Andreas Ivanschitz, rakouský fotbalista
- 1986
  - Carlo Janka, švýcarský lyžař
  - Nolito, španělský fotbalista
- 1987
  - Jesse Levine, americký tenista
  - Ott Tänak, estonský automobilový závodník
- 1988 – Mesut Özil, německý fotbalista
- 1989 – Fedez, italský zpěvák a rapper
- 1992 – Ncuti Gatwa, skotský herec
- 1999 – Bailee Madison, americká herečka

## Úmrtí

### Česko

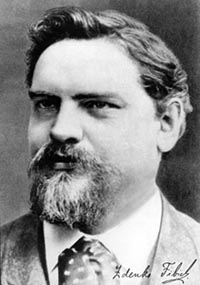
Zdeněk Fibich († 1900)

- 1539 – Jošt III. z Rožmberka, český šlechtic (* 30. června 1488)
- 1680 – Bedřich Bridel, básník, spisovatel a misionář (* 1. dubna 1619)
- 1741 – Anna Marie Františka Toskánská, česká šlechtična (* 13. června 1672)
- 1857 – Alois Jelen, skladatel (* 11. května 1801)
- 1881 – Karl Korb von Weidenheim, předlitavský český šlechtic a politik (* 7. dubna 1836)
- 1883 – Jan Stanislav Skrejšovský, novinář a politik (* 6. ledna 1831)
- 1887 – Antonín Javůrek, hudební skladatel (* 13. června 1834)
- 1891 – Wilhelm Horn, český malíř a fotograf (* 10. dubna 1809)
- 1900 – Zdeněk Fibich, hudební skladatel (* 21. prosince 1850)
- 1917 – Rudolf Alter, poslanec Českého zemského sněmu a Říšské rady (* 20. října 1839)
- 1918
  - Bedřich Frida, spisovatel, překladatel, dramaturg a divadelní kritik (* 1. července 1855)
  - Alois Ladislav Vymetal, český hudební skladatel (* 9. listopadu 1865)
- 1924 – Jan Máchal, legionář a sokolský funkcionář (* 9. února 1864)
- 1927 – Jan Smyčka, lékař, starosta města Litovle a muzejní pracovník (* 21. května 1855)
- 1936 – Karel Marek, předlitavský ministr financí (* 2. března 1850)
- 1951 – Otakar Haering, spisovatel (* 26. listopadu 1892)
- 1954 – Josef Janeba, mistr houslař (* 24. listopadu 1881)
- 1958 – Maryša Radoňová Šárecká, česká spisovatelka (* 16. prosince 1890)
- 1973 – Stanislav Bechyně, český architekt a pedagog (* 20. července 1887)
- 1981
  - Robert Konečný, filozof, psycholog, pedagog a odbojář (* 23. dubna 1906)
  - Čestmír Jeřábek, spisovatel (* 18. srpna 1893)
- 1984
  - František Vicena, český herec a divadelní pedagog (* 24. června 1933)
  - Otto Novák, československý fotbalový reprezentant (* 22. března 1902)
- 1996 – Leo Eitinger, česko-norský psychiatr (* 12. prosince 1912)
- 1998 – Josef Patočka, herec (* 25. října 1914)
- 2003 – Antonín Liška, biskup českobudějovický (* 17. září 1924)
- 2006 – Ludvík Středa, spisovatel, básník, novinář (* 28. července 1928)
- 2008
  - Karel Kašpárek, lékař, rozhlasový novinář a aktivista (* 14. června 1923)
  - Stanislav Hlučka, generál, stíhací pilot, politický vězeň (* 19. října 1919)
- 2012
  - Jaroslav Kos, lékař, zakladatel anatomického ústavu v Plzni (* 5. listopadu 1917)
  - Jan Lipa, český olašský král (* 19. ledna 1940)
- 2014 – Jiří Reynek, český překladatel a grafik (* 5. července 1929)
- 2022 – Valentina Thielová, herečka (* 12. března 1933)

### Svět

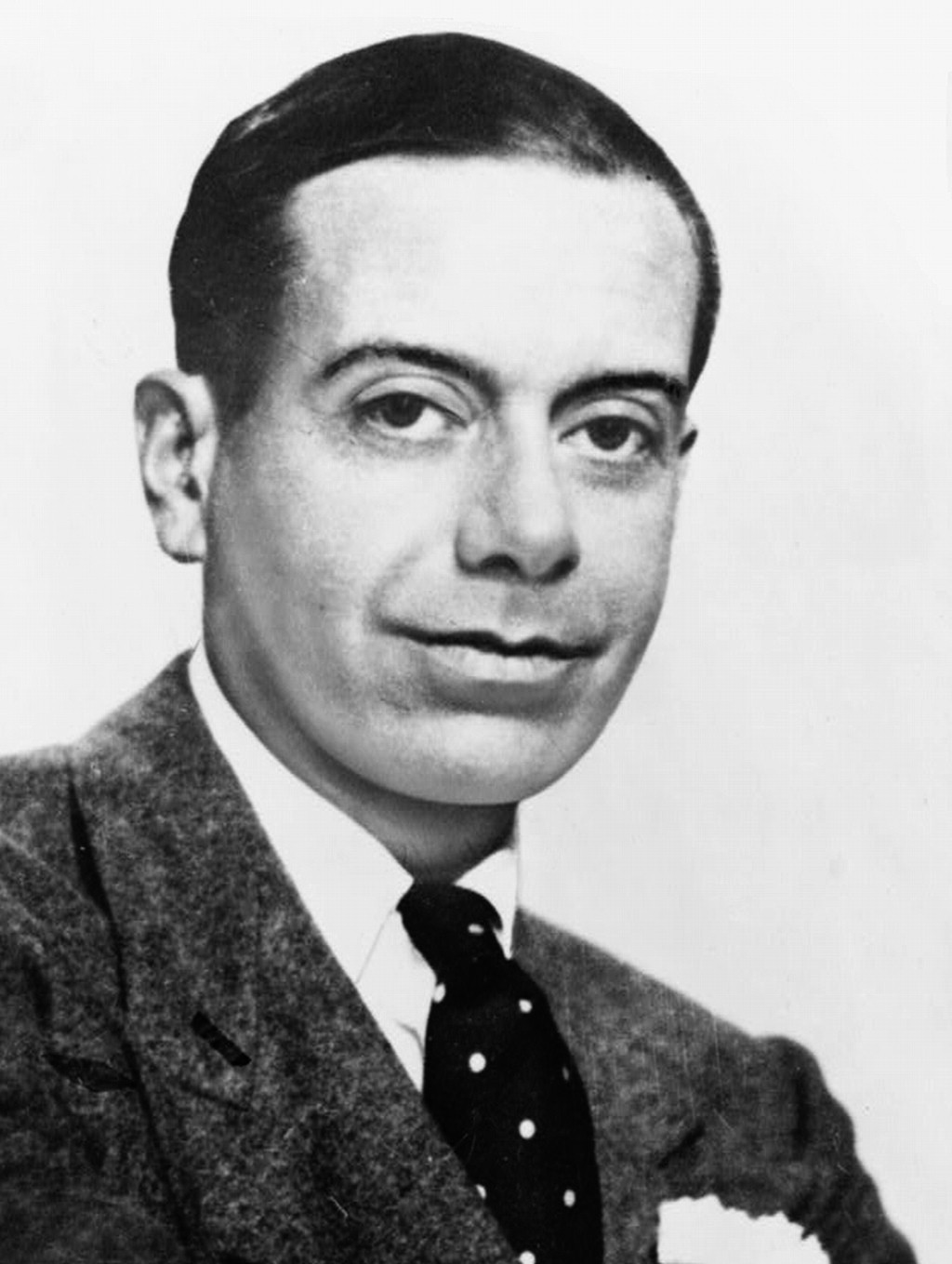
Cole Porter († 1964)

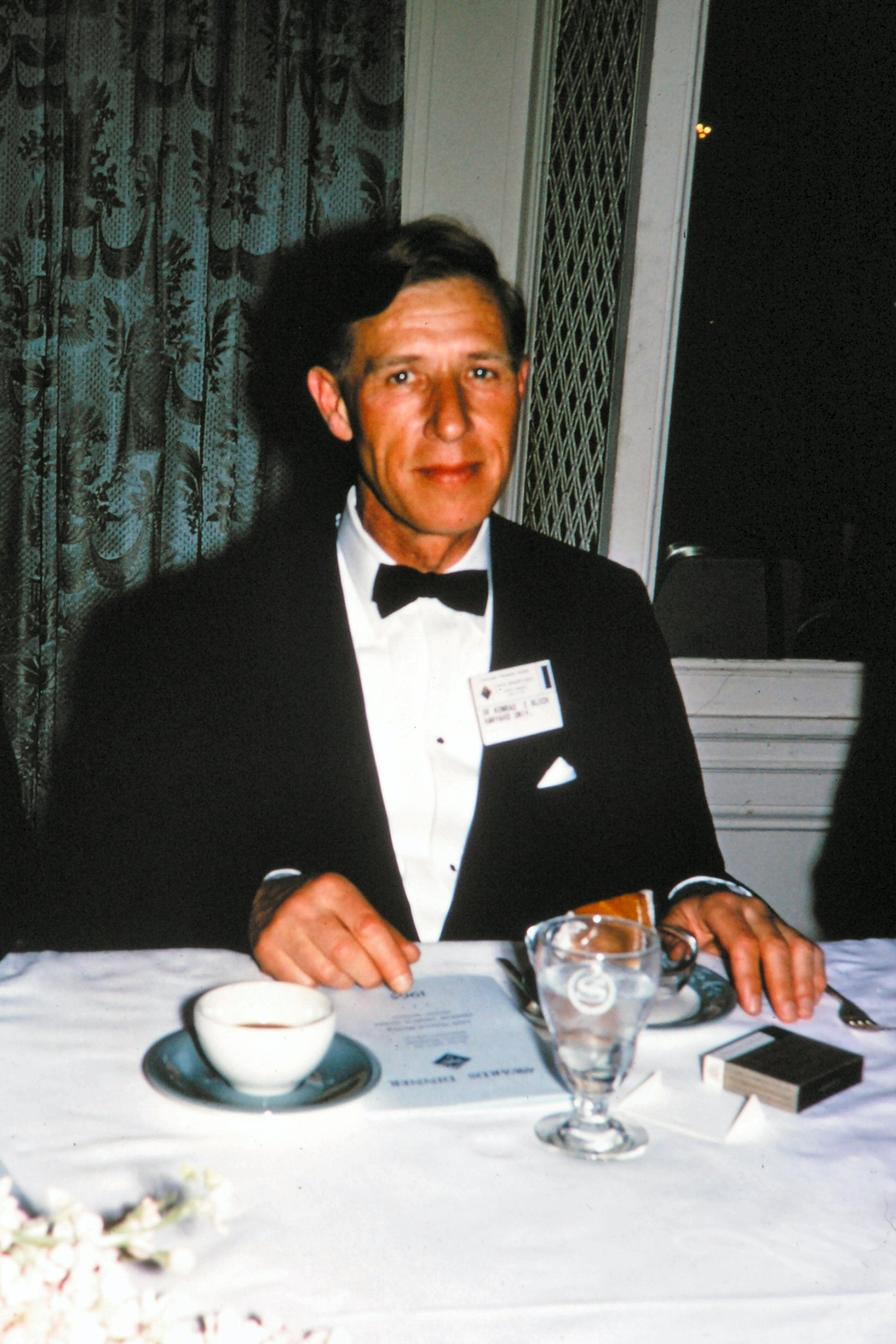
Konrad Bloch († 2000)

- 0961 – Abd ar-Rahmán III., córdobský emír (* 889)
- 1080 – Rudolf Švábský, vzdorocísař Svaté říše římské (* kolem 1025)
- 1389 – Urban VI., papež (* okolo 1318)
- 1404 – Marie Francouzská, vévodkyně z Baru (* 18. září 1344)
- 1564 – Andreas Vesalius, vlámský anatom a lékař (* 31. prosince 1514)
- 1586 – Alžběta Dánská, dánská princezna (* 14. října 1524)
- 1597 – Jošiaki Ašikaga, šógun (* 5. prosince 1537)
- 1609 – Joseph Heintz, švýcarský malíř (pokřtěn 11. června 1564)
- 1702
  - Frances Stewartová, anglická aristokratka, pověstná svou krásou (* 8. července 1648)
  - Žofie Henrieta Waldecká, německá šlechtična (* 3. srpna 1662)
- 1767 – Marie Josefa Habsbursko-Lotrinská, dcera Marie Terezie (* 19. března 1751)
- 1817
  - Johann Ludwig Burckhardt, švýcarský cestovatel, geograf a orientalista (* 24. listopadu 1784)
  - Tadeusz Kościuszko, polský generál a organizátor povstání za samostatnost Polska (* 1746)
- 1820 – Karel Filip Schwarzenberg, český šlechtic, rakouský diplomat a polní maršál (* 15. dubna 1771)
- 1833 – Michał Kleofas Ogiński, polský hudební skladatel, diplomat a politik (* 25. září 1765)
- 1852 – Friedrich Ludwig Jahn, pruský pedagog a vlastenec (* 11. srpna 1778)
- 1855 – Désiré-Alexandre Batton, francouzský hudební skladatel (* 2. ledna 1798)
- 1869 – Charles Nicholas Aubé, francouzský lékař a entomolog (* 6. května 1802)
- 1872 – Handrij Zejler, lužickosrbský básník a národní buditel (* 1. února 1804)
- 1884 – Macusaburó Jokojama, japonský fotograf (* 10. října 1838)
- 1891 – William Henry Fitzhugh Lee, syn generála Roberta Edwarda Lee (* 31. května 1837)
- 1904 – Jiří I., saský král (* 8. srpna 1832)
- 1907 – Andreas Steinhuber, německý jezuita, spisovatel a kardinál (* 11. listopadu 1824)
- 1917 – Mata Hari, nizozemská orientální tanečnice a špionka (* 7. srpna 1876)
- 1937 – Jordan Jovkov, bulharský spisovatel a dramatik. (* 9. listopadu 1880)
- 1940
  - Hans Luber, německý olympijský vítěz ve skocích do vody (* 15. října 1893)
  - Lluís Companys, španělský politik, prezident katalánské samosprávy (* 21. června 1882)
  - Sophus Juncker-Jensen, dánský fotograf (* 16. února 1859)
- 1945 – Pierre Laval, francouzský předseda vlády (* 28. června 1883)
- 1946 – Hermann Göring nacistický maršál a politik (* 12. ledna 1893)
- 1949 – László Rajk, maďarský ministr vnitra a zahraničních věcí (* 8. května 1909)
- 1957 – Henry van de Velde, belgický návrhář a architekt (* 3. dubna 1863)
- 1959 – Stepan Bandera, ukrajinský nacionalista (* 1. ledna 1909)
- 1960
  - Felice Bauerová, snoubenka Franze Kafky (* 18. listopadu 1887)
  - Ja'akov Moše Toledano, vrchní rabín Káhiry, Alexandrie a Tel Avivu (* 18. srpna 1880)
  - Henny Portenová, německá herečka éry němého filmu (* 7. ledna 1890)
- 1964 – Cole Porter, americký hudební skladatel a textař (* 9. června 1891)
- 1965 – Adolf Fraenkel, izraelský matematik (* 17. února 1891)
- 1970 – Leonarda Cianciulli, italská sériová vražedkyně (* 18. dubna 1894)
- 1978 – William Eugene Smith, americký novinářský fotograf (* 30. prosince 1918)
- 1980
  - Alexander Mach, slovenský novinář, funkcionář HSĽS, hlavní velitel Hlinkových gard a ministr vnitra Slovenské republiky (* 11. října 1902)
  - Bill Evans, americký jazzový pianista (* 16. srpna 1929)
- 1982 – Rachel Kohen-Kagan, izraelská politička (* 19. února 1888)
- 1986 – Jacqueline Roque, druhá manželka Pabla Picassa (* 24. února 1927)
- 1987 – Thomas Sankara, prezident Burkiny Faso (* 21. prosince 1949)
- 1988 – Kaikhosru Shapurji Sorabji, britský hudební skladatel, kritik, klavírista a spisovatel (* 14. srpna 1892)
- 1989
  - Scott O'Dell, americký spisovatel (* 23. května 1898)
  - Michał Rola-Żymierski, polský maršál (* 4. září 1890)
  - Danilo Kiš, srbský spisovatel (* 22. února 1935)
- 1990 – Delphine Seyrig, francouzská divadelní a filmová herečka (* 10. dubna 1932)
- 1998 – Iain Crichton Smith, skotský básník a romanopisec (* 1. ledna 1928)
- 2000
  - Tito Gómez, kubánský zpěvák (* 30. ledna 1920)
  - Konrad Bloch, americký biochemik, Nobelova cena za fyziologii a medicínu 1964 (* 21. ledna 1912)
- 2001 – Ján Klimo, slovenský herec a divadelní režisér (* 8. června 1921)
- 2005 – Giuseppe Caprio, italský arcibiskup a kardinál (* 15. listopadu 1914)
- 2008 – Karel Kašpárek, český lékař a exilový novinář (* 1923)
- 2013
  - Nikolaj Petev, bulharský spisovatel (* 10. srpna 1951)
  - Donald Bailey, americký jazzový bubeník (* 26. března 1933)
- 2014 – Marie Duboisová, francouzská herečka (* 12. ledna 1937)
- 2018
  - Arto Paasilinna, finský spisovatel (* 20. dubna 1942)
  - Paul Allen, americký podnikatel, spoluzakladatel společnosti Microsoft (* 21. ledna 1953)
- 2021 – Gerd Ruge, německý novinář a spisovatel (* 9. srpna 1928)
- 2023 – Suzanne Somersová, americká herečka (* 16. října 1946)

## Svátky

### Česko
- Tereza, Terezie, Thea

Římskokatolická církev
- Terezie od Ježíše

### Svět
- Den bílé hole
- Mezinárodní den žen žijících na venkově
- Světový den mytí rukou
- Francouzská Guyana: Cayenne Holiday
- Tunisko: Den evakuace
- Malawi: Den matek

## Pranostiky

### Česko
- Svatá Terezie zasazuje zimní okna.
- Po svaté Tereze mráz po střechách leze.

| 15. říjen v pražském KlementinuÚdaje jsou platné k 11. 3. 2025. | 15. říjen v pražském KlementinuÚdaje jsou platné k 11. 3. 2025. | 15. říjen v pražském KlementinuÚdaje jsou platné k 11. 3. 2025. |
| minimum                                                         | denní průměr                                                    | maximum                                                         |
| --------------------------------------------------------------- | --------------------------------------------------------------- | --------------------------------------------------------------- |
| −1,5 °C (1784)                                                  | 10,5 °C (od 1961)                                               | 23,7 °C (2000)                                                  |